# 1097 Вікарс
1097 Вікарс (1097 Vicia) — астероїд головного поясу, відкритий 11 серпня 1928 року.
Тіссеранів параметр щодо Юпітера — 3,332.